# Merksem
Merksem är en ort i Belgien.   Den ligger i provinsen Antwerpen och regionen Flandern, i den centrala delen av landet, 40 km norr om huvudstaden Bryssel. Merksem ligger 5 meter över havet och antalet invånare är 41 004.
Terrängen runt Merksem är mycket platt. Runt Merksem är det mycket tätbefolkat, med 1 632 invånare per kvadratkilometer.. Närmaste större samhälle är Antwerpen, 4,3 km sydväst om Merksem. 
Runt Merksem är det i huvudsak tätbebyggt.